# Fcγ-Rezeptor IIc
Der Fcγ-Rezeptor IIc (synonym CD32c, FcγRIIc) ist ein Oberflächenprotein aus der Gruppe der Fc-Rezeptoren.

## Eigenschaften
Der Fcγ-Rezeptor IIc ist ein Fcγ-Rezeptor und bindet Antigen-gebundenes Immunglobulin G mit niedriger Affinität. Er ist unter anderem an der Phagozytose und der Modulierung der humoralen Immunantwort beteiligt und wird von Monozyten, Makrophagen, polymorphkernige Leukozyten und NK-Zellen gebildet. Er ist glykosyliert und phosphoryliert. Er kommt in zwei Isoformen vor.